# 韋拉克雷斯 (科潘省)
韋拉克雷斯（西班牙語：Veracruz），是洪都拉斯的城鎮，位於該國西部，由科潘省負責管轄，始建於1902年6月3日，面積32.1平方公里，海拔高度1,079米，2001年人口2,624，人口密度每平方公里81.74人。
14°55′0″N 88°47′0″W / 14.91667°N 88.78333°W